# Romain Séo
Vous pouvez aider à l'améliorer ou bien discuter des problèmes sur sa page de discussion.
- Son admissibilité est à vérifier. Vous êtes invité à le compléter pour expliciter son admissibilité, en y apportant des sources secondaires de qualité. (Marqué depuis juillet 2025)
- Il ne cite pas suffisamment ses sources. Vous pouvez indiquer les passages à sourcer avec {{référence nécessaire}} ou {{Référence souhaitée}}, et inclure les références utiles en les liant aux notes de bas de page. (Marqué depuis février 2025)
- Son ton est trop promotionnel ou publicitaire, voire hagiographique. Le texte doit adopter un ton neutre et encyclopédique. (Marqué depuis février 2025)

- Archive Wikiwix
- Bing
- Cairn
- DuckDuckGo
- E. Universalis
- Gallica
- Google
- G. Books
- G. News
- G. Scholar
- Persée
- Qwant
- (zh) Baidu
- (ru) Yandex
- (wd) trouver des œuvres sur Wikidata

Romain Séo, aussi connu sous le pseudonyme Raw Man, né le 18 août 1975 dans 12e arrondissement de Paris, est un artiste français (auteur, compositeur, producteur de musique).

## Biographie
Avec Paul de Homem-Christo alias « Play Paul », frère de Guy-Manuel de Homem-Christo (membre de Daft Punk), il forme le duo The Buffalo Bunch, groupe de rock et French Touch.
Après avoir sorti leur premier album, Buffalo Club, sur le label Scratché de Thomas Bangalter, il débute sous le pseudo « Raw Man » une série de productions sorties sur Crydamoure (label de Guy Manuel de Homem Christo et Éric Chedeville) avant de fonder avec Grégory Louis et Romain Carles le label We Rock Music afin de sortir ses productions sous les noms de « We In Music », « For the Floorz » et « Raw Man ».
Guitariste de formation, il fonde avec Cyril Bodin (Aloud) le groupe de rock Amen Birdmen toujours en activité, le groupe Priors avec Yann Destagnol (Modjo) puis le groupe Raw Man + Blanche avec sa femme qui est depuis devenu le duo My Dear.
Raw Man, de retour dans le milieu de la musique électronique, signe entre autres des remixes pour 50 Cent, Lady Gaga ou Kelis.
Il compose la musique du générique de l'émission Top Chef et de nombreuses autres musiques de programmes télévisés et de publicité.
Il signe la musique du générique de fin du film Le Transporteur 2.